# Grand Théâtre de l'Est de Pyongyang

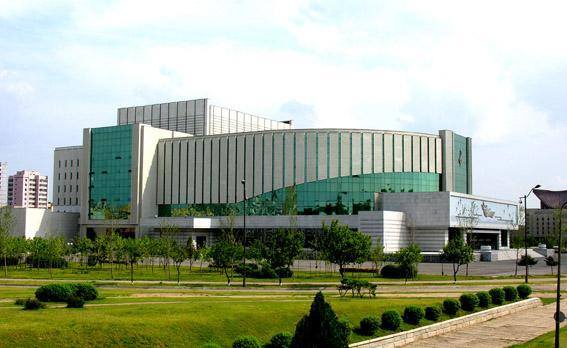
Vue latérale du théâtre.

Le Grand Théâtre de l'Est de Pyongyang est une salle de spectacle nord-coréenne de 2 500 places construite en 1989 et située à Pyongyang.

## Histoire
En février 2008, l'orchestre philharmonique de New York se produit dans cette salle, sous la direction de Lorin Maazel.
En avril 2018, un concert y réunit des artistes de Corée du Sud, dont le groupe Red Velvet, et de Corée du Nord, en présence du dictateur Kim Jung-un,.

## Galerie

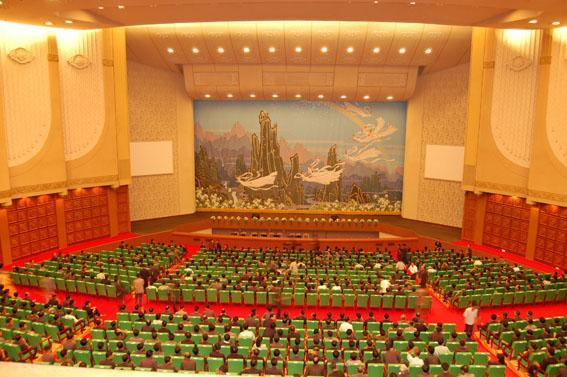
Auditorium du Grand Théâtre, 2006.
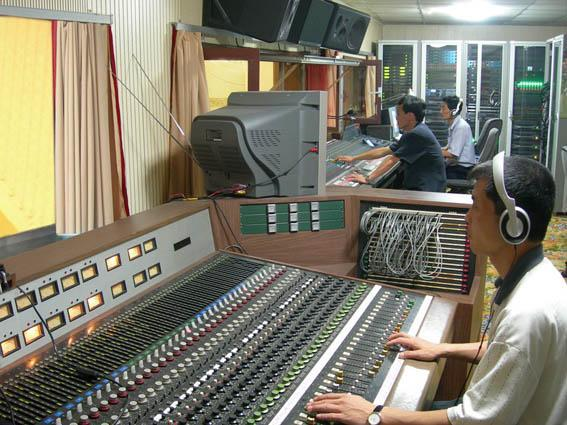
Salle de contrôle audio du Grand Théâtre, 2006.
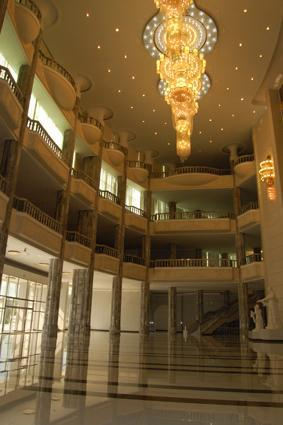
Loges et lustres, 2006.